# Show Me Your Love (singolo Tina Karol')
Show Me Your Love è il singolo di debutto della cantante ucraina Tina Karol', pubblicato nell'aprile 2006 da Lavina Music e successivamente incluso nell'omonimo album.
Il brano ha rappresentato l'Ucraina all'Eurovision Song Contest 2006, classificandosi al 7º posto nella finale dell'evento.

## Partecipazione all'Eurovision Song Contest
Dopo aver preso parte ad una selezione nazionale, Tina Karol' è stata proclamata vincitrice ottenendo il diritto di rappresentare l'Ucraina all'Eurovision Song Contest 2006, ospitato dalla capitale greca Atene.
Esibitasi nella'unica semifinale, si classificò al 7º posto con 146 punti qualificandosi per la finale dove si classificò nuovamente 7ª con 145 punti.

## Tracce
CD
Testi di Pavlo Šyl'ko, musiche di Mychajlo Nekrasov e Tina Karol'.
1. Show Me Your Love – 2:56
2. Show Me Your Love (radio remix) – 3:34
3. Show Me Your Love (club remix) – 5:20
4. Show Me Your Love (video musicale)

Download digitale
Testi di Pavlo Šyl'ko, musiche di Mychajlo Nekrasov e Tina Karol'.
1. Show Me Your Love – 2:55